# Stromberg (Oelde)
Stromberg è una frazione della città tedesca di Oelde, nella Renania Settentrionale-Vestfalia.

## Storia
Stromberg venne fondata nel 1177 come possedimento territoriale dei Vescovi di Münster (Vestfalia). Dal 1803, con la secolarizzazione del vescovato, divinene un'entità comunale indipendente sino al 1975 quando è stato dichiarato stato titolare.

### Stemma
Lo stemma di Stromberg venne creato nel 1975 e rappresenta la cittadella del Burg Stromberg, nel centro della città.

## Monumenti e luoghi d'interesse
- Rovine della cittadella di Burg Stromberg
- Mallinckrodthaus, il più antico municipio della Vestfalia (XIV secolo)
- Chiesa Parrocchiale di San Lamberto (XII secolo)
- Chiesa della Santa Croce (iniziata nel 1344)
- Freilichtbühne (dal 1923)

## Economia
Sul territorio comunale sono presenti industrie che producono mobili, ma molto sviluppata è in particolare l'agricoltura con pregevoli prodotti quali le rinomate prugne della regione.

## Galleria d'immagini

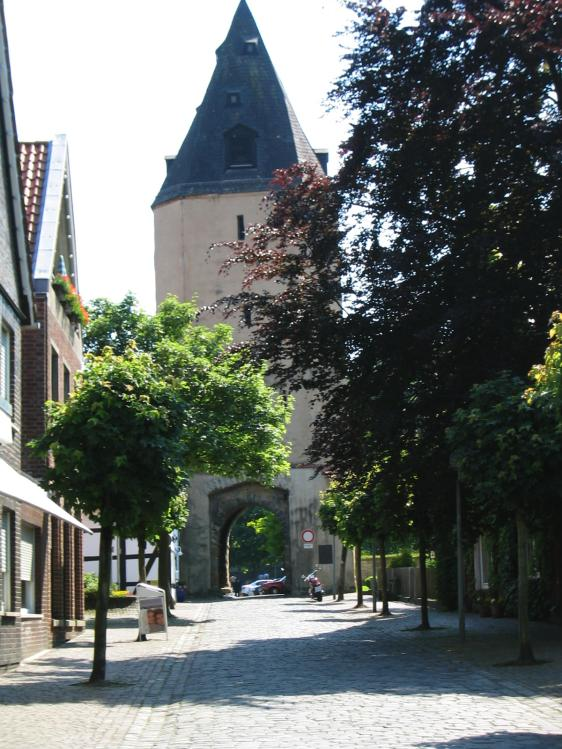
Il Paulusturm, il viale principale che porta al Burg Stromberg
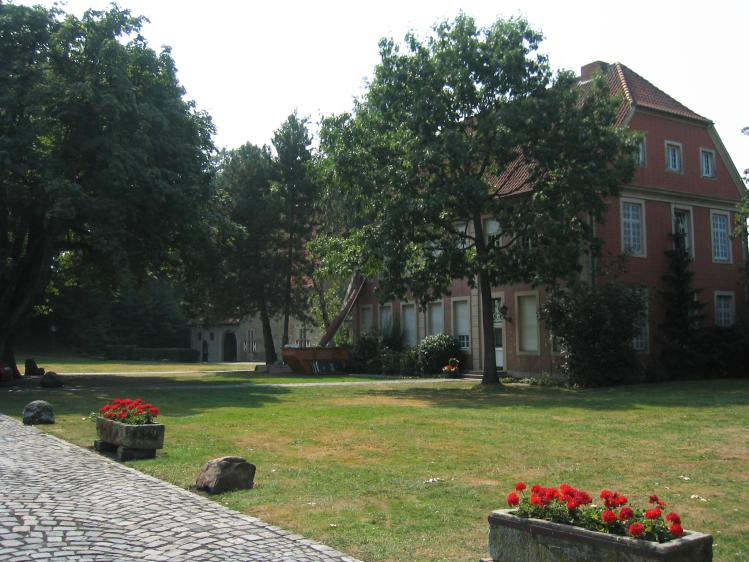
Piazza della cittadella del Burg Stromberg
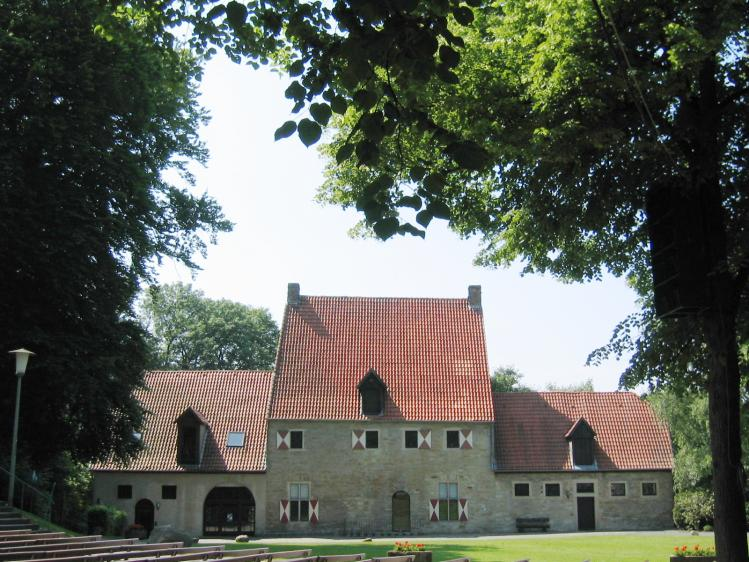
Mallinckrodhaus, il più antico municipio della Vestfalia
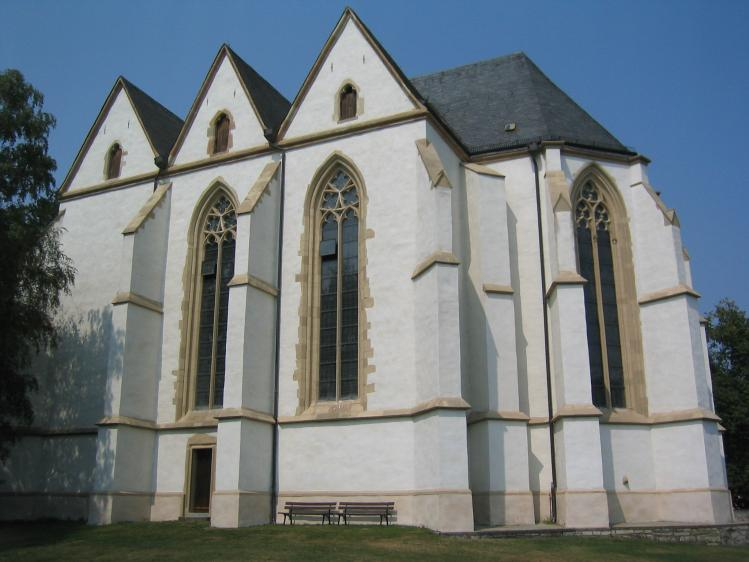
Kreuzkirche, la Chiesa della Santa Croce vista dal retro